# Fuentecén
Fuentecén – gmina w Hiszpanii, w prowincji Burgos, w Kastylii i León, o powierzchni 17,05 km². W 2011 roku gmina liczyła 237 mieszkańców.